# Plavljane
Pavlan en albanais et Plavljane en serbe latin (en serbe cyrillique : Плављане) est une localité du Kosovo située dans la commune/municipalité de Pejë/Peć et dans le district de Pejë/Peć. Selon le recensement kosovar de 2011, elle compte 697 habitants.
Le village est également connu sous le nom albanais de Pllavlane.

## Démographie

### Évolution historique de la population dans la localité
| 1948 | 1953 | 1961 | 1971 | 1981 | 1991 | 2011 |
| ---- | ---- | ---- | ---- | ---- | ---- | ---- |
| 150  | 172  | 237  | 335  | 449  | 500  | 697  |

|  |

### Répartition de la population par nationalités (2011)
En 2011, les Albanais représentaient 89,24 % de la population et les Égyptiens 7,46 %.